# Clayton Sampaio
Clayton Sampaio Pereira (Santos, nascido em 4 de abril de 2000), mais conhecido como Clayton Sampaio ou somente Clayton, é um futebolista brasileiro que joga de zagueiro no Internacional.

## Carreira
Nascido em Santos, São Paulo, Clayton jogou nas categorias de base do Santos e do São Bernardo. Em 2019, depois de começar a treinar no time principal, mudou-se para a Europa, indo jogar em Portugal pelo Famalicão, mas jogou apenas na equipe sub-23.
No dia 18 de agosto de 2020, Clayton foi jogar em outro clube português, o Felgueiras 1932. Em julho do ano seguinte, transferiu-se para o Real Massamá, da terceira divisão portuguesa.
Em 9 de julho de 2022, ainda vinculado ao São Bernardo, Clayton transferiu-se para o Nacional da Liga Portugal 2 por empréstimo de dois anos, onde virou titular absoluto. Depois, Clayton viria a assinar em definitivo com o AVS, também da segunda divisão portuguesa, em 6 de julho de 2023.
Depois de ser titular durante a temporada em que o AVS foi promovido para a Primeira Liga, Clayton fez sua estreia na primeira divisão em 10 de agosto de 2024, em um empate em casa por 1 a 1 contra o ex-time Nacional. No final do mesmo mês, Clayton retornaria ao Brasil, assinando por quatro anos e meio com o Internacional na Série A.

## Títulos
Internacional
- Campeonato Gaúcho: 2025

## Links externos
- Perfil internacional (em português brasileiro)